# Зайтенштеттен
Зайтенштеттен (нім. Seitenstetten) — ярмаркова комуна (нім. Marktgemeinde) в окрузі Амштеттен, федеральна земля Нижня Австрія, Австрія.

## Відомі люди

### Народилися
- Антон барон фон Гаймберґер (1795—1865) — австрійський правник, доктор права (1819), ректор Львівського університету (1838—1839).
- Гайнріх Ламмаш (1853—1920) — австро-угорський і австрійський державний і громадський діяч, останній міністр-президент Цислейтанії. Видатний юрист, фахівець з кримінального, державного і міжнародного права. Був відомий як переконаний пацифіст і прихильник нейтралітету Австрії.